# Eman Skronský
Eman Skronský (1926 – ...) è stato un cestista cecoslovacco.

## Carriera
Con la Cecoslovacchia ha disputato i Campionati europei del 1953.

## Palmarès
- Campionato cecoslovacco: 1

ATK Praga: 1953-54